# 71-403
71-403は、ロシア連邦のウラルトランスマッシュが製造した路面電車車両。2003年以降、ロシア連邦各地の路面電車路線に向けて製造が行われた。

## 概要
1999年から製造が行われた71-402を基に開発された形式。同形式を始めとした従来のウラルトランスマッシュ製路面電車車両は、エカテリンブルク市の支援の下で立ち上げられた複数企業によるコンソーシアムである「スペクトル（«Спектр»）」によって開発・製造が行われたが、71-403以降はコンソーシアムの解消に伴いウラルトランスマッシュによる独自開発に変更されている。
基本的な構造は71-402を基にしており、ループ線が存在する路線での運用を前提とした片運転台のボギー車として設計されており、車体や機器は-45℃ - 40℃までの気温に対応可能な設計となっている。乗降扉も71-402と同様に右側面に3箇所設置され、クロスシートが配置された車内照明には蛍光灯が使われている。主電動機は信頼性や耐久性に長けた誘導電動機が採用され、制御装置はVVVFインバータ制御方式に対応している。また、車体や機器の診断や監視、自動制御などに用いるマイクロプロセッサも搭載している。その一方で、71-402の使用実績を踏まえて以下の点が変更されている。
- 車体デザイン - 71-403の前面形状は流線形となり、大型のフロントガラスが用いられた[2]。
- 電気回路の変更 - 補助電源装置から供給される定電圧の電流を用いる回路について、71-402で火災が多発した事から速度制御用のメインスイッチやオンボード回路を中心に部品の変更が行われた他、運転台に緊急時に作動する高速回路ブレーカーが設置された[2]。

## 運用
2003年から2004年に試作車が製造された後、ロシア連邦やウズベキスタンへ導入が行われた。ただし2004年にモスクワ市電へ導入された試作車1両については、窓ガラスの破損を始めとした不具合が相次いだため正式な導入は行われず、試験終了後の翌2005年にウラルトランスマッシュへ返却された上でエカテリンブルク市電に再度導入されている。
71-403が導入されたのは以下の都市である。
| 国             | 都市                                        | 導入車両数 |
| -------------- | ------------------------------------------- | ---------- |
| ロシア連邦     | ニジニ・ノヴゴロド (ニジニ・ノヴゴロド市電) | 21両       |
| ロシア連邦     | エカテリンブルク (エカテリンブルク市電)     | 8両        |
| ロシア連邦     | ニジニ・タギル (ニジニ・タギル市電)         | 4両        |
| ロシア連邦     | クルスク (クルスク市電)                     | 1両        |
| ロシア連邦     | モスクワ (モスクワ市電)                     | 1両        |
| ロシア連邦     | オリョール (オリョール市電)                 | 1両        |
| ウズベキスタン | タシュケント (タシュケント市電)             | 1両        |

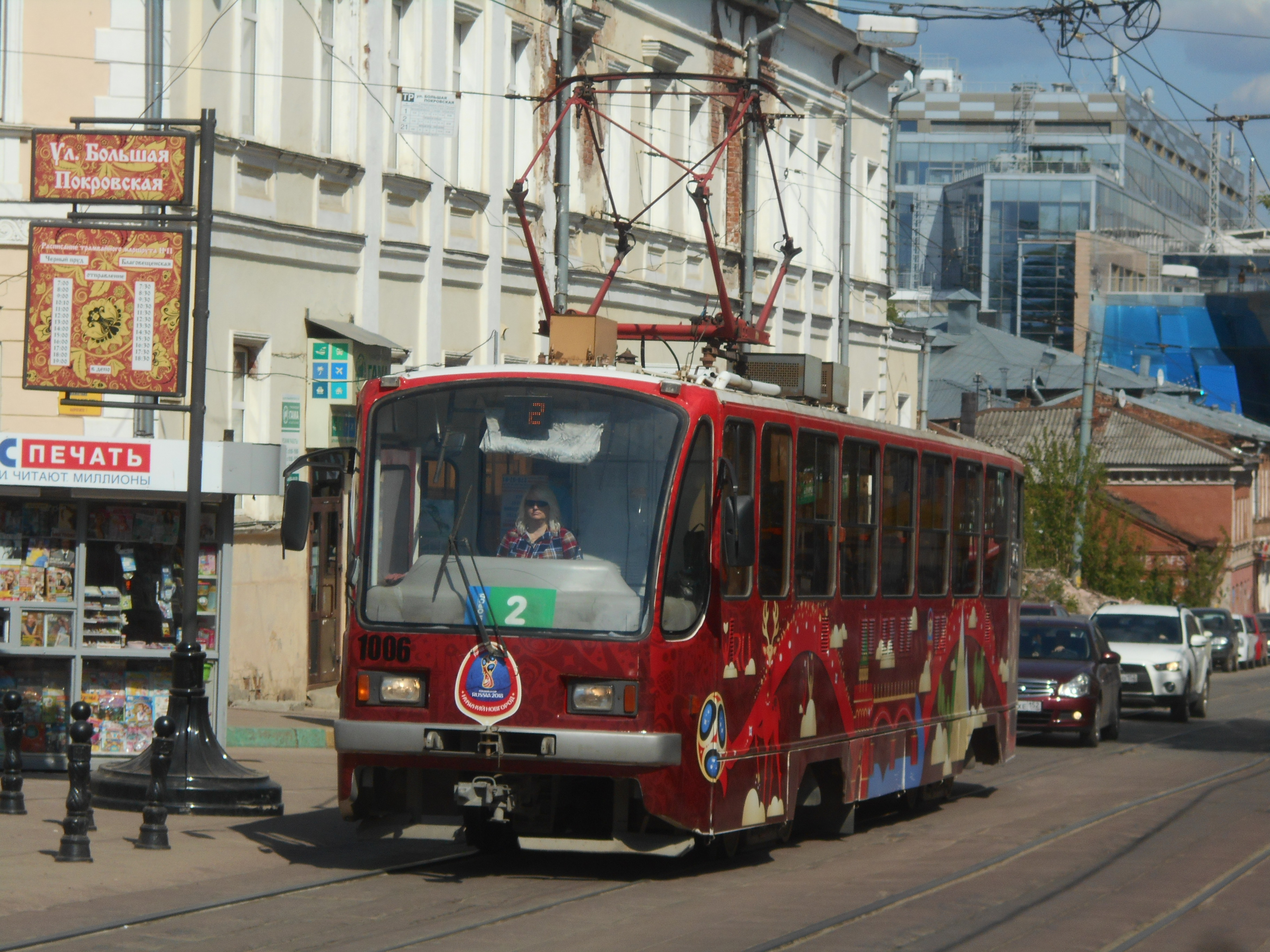
ロシア連邦：ニジニ・ノヴゴロド
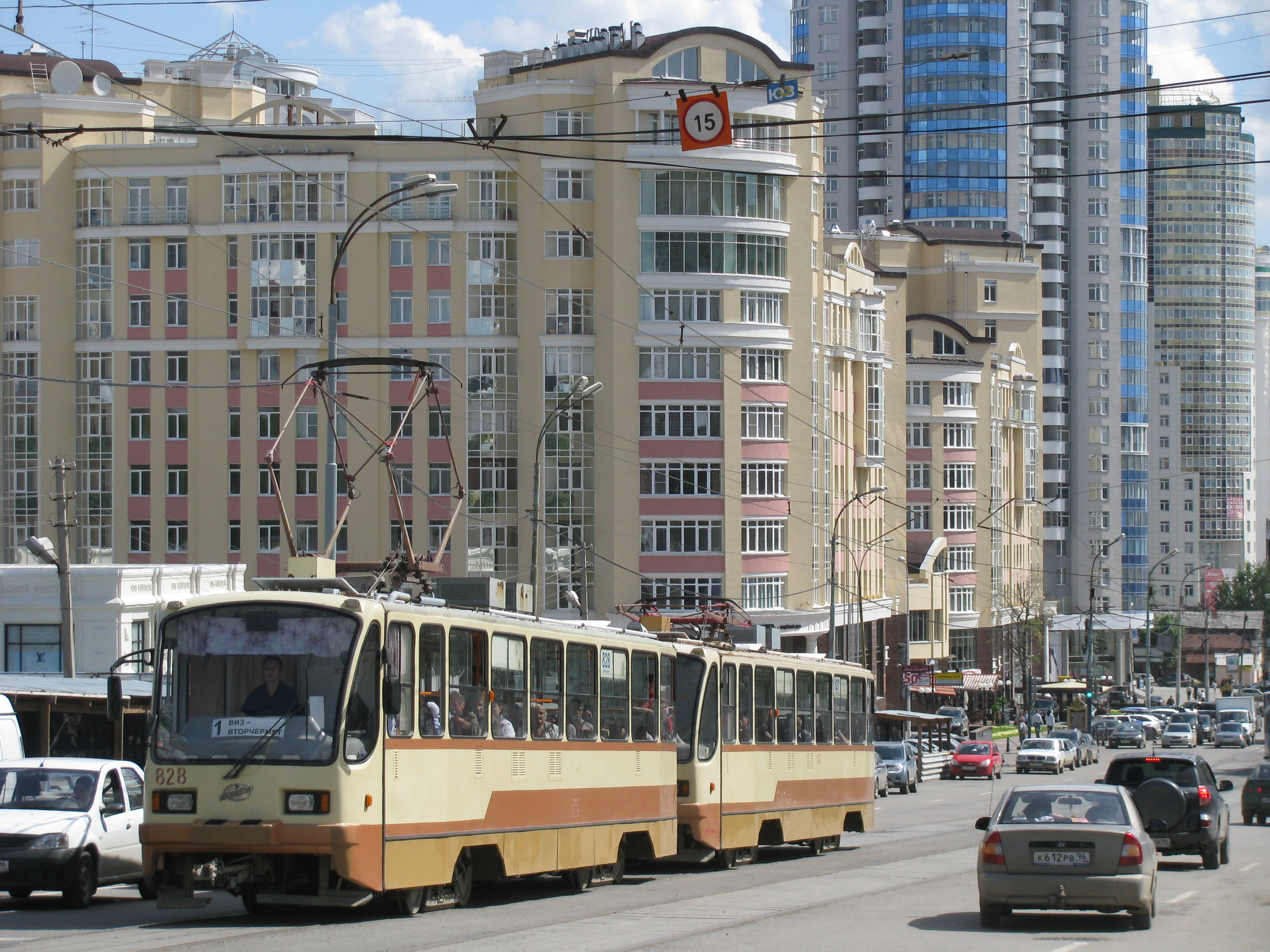
ロシア連邦：エカテリンブルク
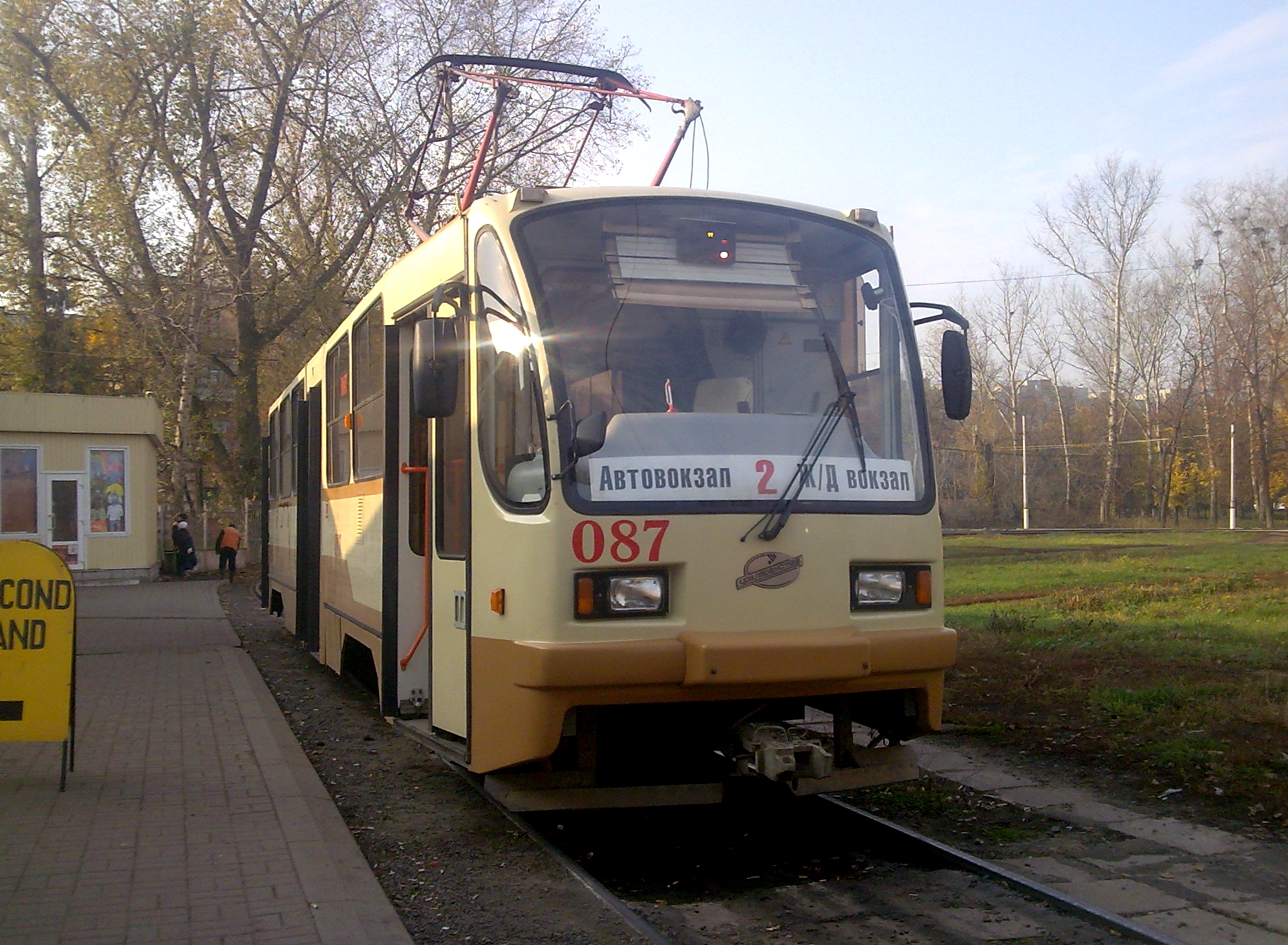
ロシア連邦：クルスク
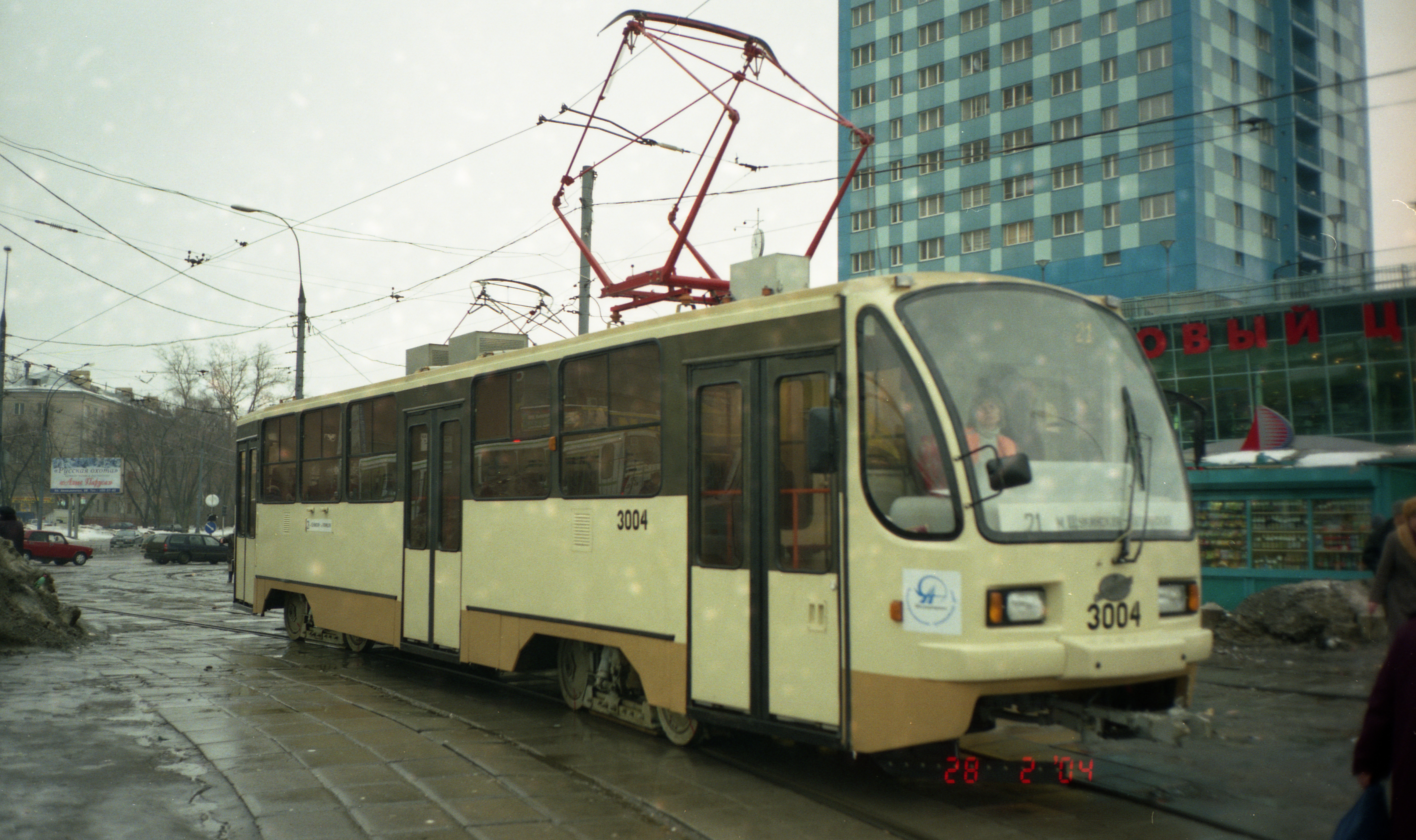
ロシア連邦：モスクワ
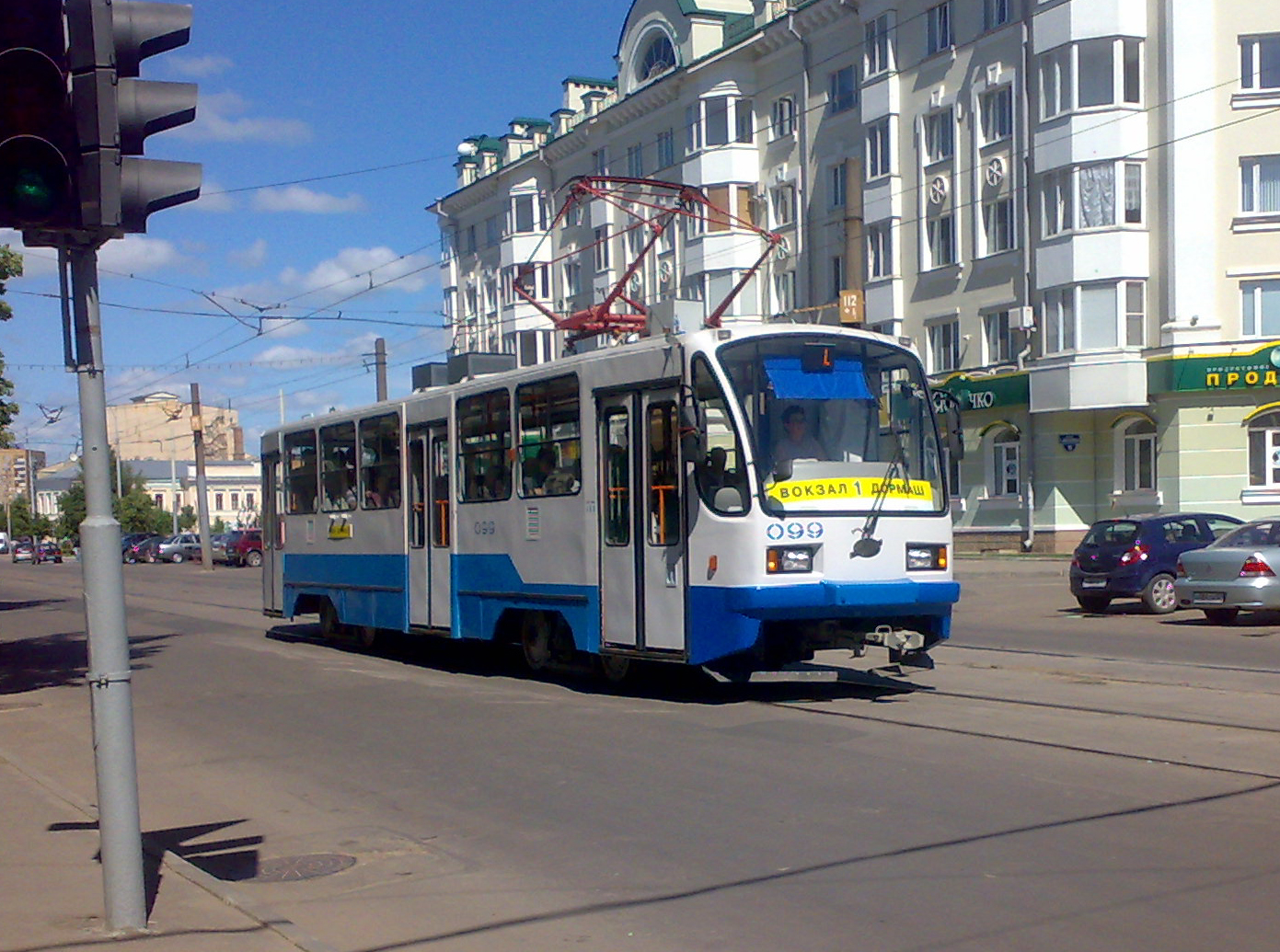
ロシア連邦：オリョール